# Griston
Griston – wieś w Anglii, w hrabstwie Norfolk, w dystrykcie Breckland. Leży 31 km na zachód od Norwich i 136 km na północny wschód od Londynu.
Miejscowość liczy 1206 mieszkańców.